# Jean-Félix-Henri de Fumel
Jean-Félix-Henri de Fumel (né le 27 mars 1717 à Toulouse, mort à Lodève le 26 janvier 1790), ecclésiastique, fut évêque de Lodève de 1750 à 1790.

## Biographie
Jean-Félix-Henri de Fumel est le fils de Louis vicomte de Fumel († 1749) et de Catherine-Thomas de Bertier. Ses aïeux maternels sont François de Bertier, premier président du Parlement de Pau (1703), puis de Toulouse (1710), et Marie de Catellan. Il est le frère de Joseph de Fumel, éphémère maire de Bordeaux, guillotiné pendant la Terreur.
Il commence ses études dans sa ville natale et les poursuit au séminaire Saint-Sulpice de Paris. Docteur en théologie de la faculté de Paris, chanoine-comte de Brioude et archidiacre de Vannes, il est vicaire général du diocèse de Vannes lorsqu'il est nommé évêque de Lodève en 1750. Confirmé le 25 mai, il est consacré le 5 juillet par Charles-Jean de Bertin l'évêque de Vannes.
Il réside dans son diocèse de Lodève où il prend la défense de l'ordre des Jésuites en 1761 et les années suivantes. Il y  établit en 1767 le culte du Sacré Cœur de Jésus. C'est lui qui prononce devant les États du Languedoc les oraisons funèbres de Marie Leczinska (1769) et de Louis XV (1775).  En 1774, il dote le diocèse d'un nouveau bréviaire et en 1781. Grand constructeur, il complète le palais épiscopal, reconstruit l' hôpital, fait abattre les murailles de la ville de Lodève, dote son diocèse de nouveaux ponts et de route nouvelles pour y favoriser la circulation. Il devient le dernier abbé commendataire de l'abbaye de Saint-Guilhem-le-Désert et meurt à Lodève en janvier 1790.

## Héraldique
Ses armoiries portent « d'or à trois pointes d'azur, mouvant du bas de l'écu ».